# Atxuri
 (mai 2021).
Si vous disposez d'ouvrages ou d'articles de référence ou si vous connaissez des sites web de qualité traitant du thème abordé ici, merci de compléter l'article en donnant les références utiles à sa vérifiabilité et en les liant à la section « Notes et références ».
Atxuri est un quartier de Ibaiondo, 5e district de la ville de Bilbao, dans la Communauté autonome du Pays Basque.

## Présentation
C'est l'un des quartiers les plus anciens de Bilbao. À l'origine, c'était la banlieue sud de la vieille ville médiévale (aujourd'hui Casco Viejo ou Zazpi Kaleak en basque). Actuellement, le quartier est situé entre la Ria de Bilbao, la vieille ville et le quartier de Santutxu.
L'origine du nom est l'union des mots basques Atx (forme dialectale de Haitz) et zuri, qui signifie roche blanche.
À la fin du XVIIIe siècle, le nouvel hôpital de Bilbao est construit à Atxuri, qui fonctionne jusqu'à la construction de l'hôpital Basurto en 1908. En 1914, le bâtiment est réutilisé comme premier siège du musée des Beaux-Arts de Bilbao, qui est transféré en 1945 dans son implantation actuelle. L'ancien hôpital abrite aujourd'hui l'institut Emilio Campuzano.
Dans le quartier, se trouvent également l'église Saint-Antoine (es) et la station de tramway Atxuri conçue par l'architecte basque Manuel María Smith (es).